# Levočské vrchy
Levočské vrchy jsou pohoří na severu Slovenska s výškou okolo 1000–1200 m. Je to celek Podhôľno-magurské oblasti.

## Popis
Jde o flyšové pohoří tvořené masivním hřbetem s nejvyššími vrcholy dosahujícími přes 1200 m. Z něho vybíhají na všechny strany rozsochy oddělené hlubokými údolími. Tvoří je silné vrstvy pískovců, tenčí vrstvy břidlic, slepenců a brekcií. Levočské vrchy leží v srážkovém stínu Tater, kvůli čemuž zde nebývá mnoho srážek.
Nejvyšším vrcholem je Čierna hora 1290 m, dále Siminy 1287 m, Ihla 1282 m, Repisko 1250 m a Javorina 1224 m.
Další vrcholy s výškou přesahující hranici 1000 m uvádí Seznam vrcholů v Levočských vrších.

## Vegetace
Masivní a hůře přístupné hřbety Levočského pohoří pokrývají souvislé smrkové lesy s hojnou příměsí jedle, zejména ve vlhkých dolinách. Na jihozápadním a jižním okraji pohoří se v mírnějších polohách zachovaly plochy bukovo-dubových lesů s příměsí jedle.

## Dějiny
Oblast Levočských vrchů byla osídlena od 7. století slovanským obyvatelstvem avšak výrazněji byla osidlována až od 13. století. Po pustošivých tatarskych vpádech umožnili uherští panovníci v 13. až 14. století usadit se ve vypleněné krajině německým kolonistům, kteří obdrželi specifické hospodářské výhody. Pod vlivem hornictví a řemesel se v blízkosti pohoří vyvinula městská sídla Levoča, Kežmarok a Ľubica.
Později během 13. až 15. století byla odlesněná údolí dosídlena valašským obyvatelstvem (Torysky, Repaše a Oľšavica).